# 斯皮里多诺瓦布达农村居民点
斯皮里多诺瓦布达农村居民点（俄语：Спиридоновобудское сельское поселение）是俄罗斯联邦布良斯克州兹伦卡区所属的一个农村居民点。其下辖有9个居民点，行政中心为斯皮里多诺瓦布达。据2015年统计，该农村居民点的人口为1143人。